# Bernard Smith
Bernard Smith (Contea di Cavan, 12 settembre 1812 – Roma, 11 dicembre 1892) è stato un presbitero irlandese dell'Ordine di San Benedetto e successivamente abate titolare. Fu professore al Pontificio Collegio Urbano, funzionario nella Curia romana e guida per i visitatori di primo piano di lingua inglese a Roma. Fu anche pro-rettore del Pontificio collegio americano del Nord dal 1859 al 1860, il collegio nazionale per i seminaristi statunitensi a Roma.

## Biografia
Padre Bernard Smith nacque nella contea di Cavan, in Irlanda, il 12 settembre 1812. Il 10 ottobre 1834, all'età di 22 anni, entrò nel Collegio irlandese a Roma. Il 21 settembre 1839 fu ordinato presbitero per diocesi di Kilmore. L'anno successivo conseguì il dottorato in teologia. Lasciò il Collegio irlandese il 25 ottobre 1843.
Sentendo una chiamata alla vita religiosa, padre Smith il 21 marzo 1847 fece la sua professione come monaco benedettino nell'abbazia di Monte Cassino. A causa della rivoluzione siciliana del 1848, essendo cittadino britannico, fu costretto a lasciare il monastero. Gli fu permesso di tornare a Roma e dal 1850 al 1855 fu vice-rettore del Collegio irlandese. In questo periodo fu anche docente di teologia dogmatica presso il Pontificio Collegio Urbano e consultore della Congregazione dell'Indice dei libri proibiti. Fu anche consultore della sezione per le Chiese orientali dal 1862, della Congregazione del Sant'Uffizio dal 1874 e della Congregazione de Propaganda Fide dal 1880.
Nel 1857 ritornò alla vita monastica nell'abbazia di San Paolo fuori le mura, risiedendo però presso la chiesa di San Callisto a Trastevere. Divenne poi procuratore a Roma per le congregazioni benedettine inglesi e americane e rappresentante a Roma di almeno 22 diocesi americane e di diverse comunità religiose americane. Grazie a questo ruolo semi-diplomatico, padre Smith operò anche come guida per visitatori di lingua inglese di rango tra i quali il futuro re Edoardo VII del Regno Unito, il presidente degli Stati Uniti Franklin Pierce e lo scrittore Nathaniel Hawthorne.
Uno dei suoi incarichi più brevi fu quello di pro-rettore del Pontificio collegio americano del Nord a Roma. L'istituto fu fondato il 7 dicembre 1859 e padre Smith lo diresse fino alla nomina a rettore di padre William George McCloskey il 3 marzo 1860.
Lasciò l'incarico di docente al Pontificio Collegio Urbano nel 1880. Alla fine del 1884 o all'inizio del 1885 papa Leone XIII lo nominò abate titolare di Polirone.
Morì nella sua residenza presso la chiesa di San Callisto a Roma l'11 dicembre 1892 per una polmonite. È sepolto nel cimitero del Verano.